# Тиса (род)
Тиса (лат. Taxus) биљни је род из фамилије Taxaceae. Релативно споро расту и дуго живе. Могу достићи висину до 20 метара. Најстарије врсте потичу још из периода ране креде.

## Врсте
- Taxus baccata
- Taxus contorta
- Taxus fastigiata
- Taxus fuana
- Taxus recurvata
- Taxus biternata
- Taxus caespitosa
- Taxus canadensis
- Taxus cuspidata
- Taxus umbraculifera
- Taxus celebica
- Taxus kingstonii
- Taxus mairei
- Taxus sumatrana
- Taxus calcicola
- Taxus chinensis
- Taxus obscura
- Taxus ocreata
- Taxus phytonii
- Taxus rehderiana
- Taxus scutata
- Taxus brevifolia
- Taxus floridana
- Taxus florinii
- Taxus globosa
- Taxus suffnessii
- Taxus wallichiana